# Shin Dong-hyuk
Shin Dong-hyuk, nato Shin In-geun (Kaech'ŏn, 19 novembre 1982), è un attivista e dissidente nordcoreano residente in Corea del Sud. Si tratta di una delle poche persone che siano riuscite a fuggire da un campo di concentramento nordcoreano e siano sopravvissute per raccontarlo. Si pensa che sia l'unica persona nata in un campo di prigionia riuscita a lasciare la Corea del Nord, seppur non ci siano prove concrete al riguardo. Lo stesso Dong-hyuk, in un post pubblicato sul suo profilo Facebook, ha ammesso di aver volutamente alterato alcune vicende della sua storia personale.

## Fuga dal Campo 14
È il protagonista del libro biografico Escape from Camp 14: One Man's Remarkable Odyssey From North Korea to Freedom in the West (tradotto in italiano: Fuga dal Campo 14: la straordinaria odissea di un uomo, dalla Corea del Nord all'Occidente) del giornalista statunitense Blaine Harden. Il libro viene pubblicato in Italia nel 2014 con il titolo Fuga dal Campo 14. È stato anche creato un documentario, Camp 14: Total Control Zone, del regista tedesco Marc Wiese, pubblicato nel 2012. Shin, spesso accompagnato da Harden, è stato relatore nell'ambito di conferenze in tutto il mondo per parlare della sua vita nel Campo 14, del totalitarismo nordcoreano e di diritti umani, in modo da sensibilizzare le persone riguardo alla situazione dei prigionieri in Corea del Nord.

## Biografia

### Vita in Corea del Nord
Shin Dong-hyuk è nato nel campo di internamento di Kaechon (detto anche Campo 14, e da non confondere con il campo di concentramento di Kaechon, situato a soli 20 km di distanza), nell'omonima città nordcoreana: si tratta di un campo di lavoro forzato dove i prigionieri scontano condanne a vita e in cui la durata media della vita è di 45 anni. Nacque da due prigionieri che erano stati autorizzati a dormire insieme per un paio di notti all'anno come ricompensa per il buon lavoro.
Shin visse con la madre, Jang Hye-gyung, fino all'età di 12 anni. Vide in poche occasioni il padre, Shin Gyung-sub, sebbene vivessero nel medesimo campo. La sua prigionia fu giustificata, secondo il governo nordcoreano e le guardie del campo, dal fatto che i genitori di Shin avevano commesso crimini contro lo stato.
Imparò a sopravvivere con ogni mezzo, anche mangiando rane, ratti e insetti e segnalando la cattiva condotta di altri prigionieri in cambio di premi da parte delle guardie. All'età di 13 anni sentì la madre e il fratello Shin He-geun parlare di un probabile tentativo di evasione: Shin riferì il fatto al sorvegliante della scuola del campo, così come gli era stato insegnato sin dalla sua tenera età, sperando in una ricompensa.
Durante il suo lavoro in una fabbrica tessile, Shin conobbe un prigioniero politico quarantenne di Pyongyang (il suo cognome era Park), che aveva studiato e viaggiato fuori dalla Corea del Nord. Park gli raccontò la verità sul mondo al di fuori del Paese. Fu in seguito a questi racconti che Shin decise di evadere insieme a Park. Il loro piano sfruttava la conoscenza di Shin del campo e quelle di Park per fuggire dal Paese una volta usciti dal campo. Il 2 gennaio 2005 i due furono assegnati alla raccolta di legna da ardere nelle vicinanze della recinzione elettrificata della prigione sulla cima di una collina alta 370 metri. Consapevoli del lasso di tempo che sarebbe trascorso tra il passaggio di una pattuglia e quella successiva, la coppia aspettò il momento migliore per eludere la sicurezza e tentare la fuga. Park provò ad uscire per primo, ma fu folgorato da una scarica elettrica mentre scavalcava la recinzione; Shin usò il corpo di Park come una sorta di messa a terra e riuscì nella fuga, anche se subì gravi ustioni ad una gamba.

### Dopo la Corea del Nord
Fuggito dal Campo 14, Shin trovò la via per la Cina corrompendo le guardie di frontiera: bastano ancora oggi pochi pacchetti di sigarette e un po' di cibo per comprarne il silenzio.
In Cina, però, il piano iniziale prevedeva che fosse Park a guidare i due fuggiaschi, avvalendosi di un suo zio che avrebbe assicurato loro una veloce fuga nel Sud. Morto Park, Shin vagò senza una precisa meta nella provincia di Jilin, al confine con la Corea del Nord. Si guadagnò da vivere prestando manodopera per due diversi allevatori locali che, come spesso accadeva in quegli anni, si assicuravano il lavoro dei fuggiaschi nordcoreani assicurando loro del mangiare e un bassissimo stipendio.
Trascorse quasi un anno in quella situazione, poi la notizia che molti fuggiaschi come lui avevano trovato una via verso il Sud tramite le Chiese coreane lo convinse a spostarsi. Cominciò così a ripercorrere tutta la Cina, Pechino, poi Tianjin, Jinan e Hangzhou, non trovando alcun contatto che gli potesse (o, più spesso, volesse) garantire qualcosa di più che un pasto caldo; la svolta arrivò a Shanghai, dove Shin conobbe un giornalista coreano che lo aiutò a varcare i confini della locale ambasciata sudcoreana, garantendogli così un'insperata protezione (il giornalista che aiutò Shin ha voluto, ancora oggi, rimanere anonimo, ma questo non lo ha salvato dalla reazione delle autorità cinesi).
Dopo sei mesi passati nell'ambasciata, Shin giunse nella Corea del Sud, dove venne sottoposto a interrogatori da parte delle autorità sia sudcoreane che americane. La sua storia lasciò sbigottiti gli interlocutori e funzionari del governo: Shin cominciò così a seguire un programma di recupero degli ex-prigionieri dei lager nordcoreani. Sebbene sembrasse reagire meglio di altri, Shin cadde in profonda depressione e paranoia a causa dei rimorsi, legati alla morte della madre e soprattutto al fatto che la sua fuga aveva inevitabilmente condannato a morte il padre. 
Grazie all'aiuto di un'associazione per i diritti umani, LiNK, Shin visse per due anni in California; si mosse poi verso Seattle, insieme ad una ragazza conosciuta in quanto stagista presso "LiNK", rompendo proprio al riguardo ogni legame con l'associazione che vietava le relazioni sentimentali tra i propri membri. 
Passati alcuni mesi il rapporto però non poté proseguire e Shin si spostò prima da una famiglia americana che lo aveva aiutato ad entrare negli USA, per poi spostarsi definitivamente a Seoul. Qui si è comprato un appartamento ed è attualmente co-conduttore di Inside NK, un programma (visibile anche su Youtube) che si impegna nella diffusione delle notizie sulla tragica realtà della Corea del Nord e dei suoi lager.